# Alec Baldwin

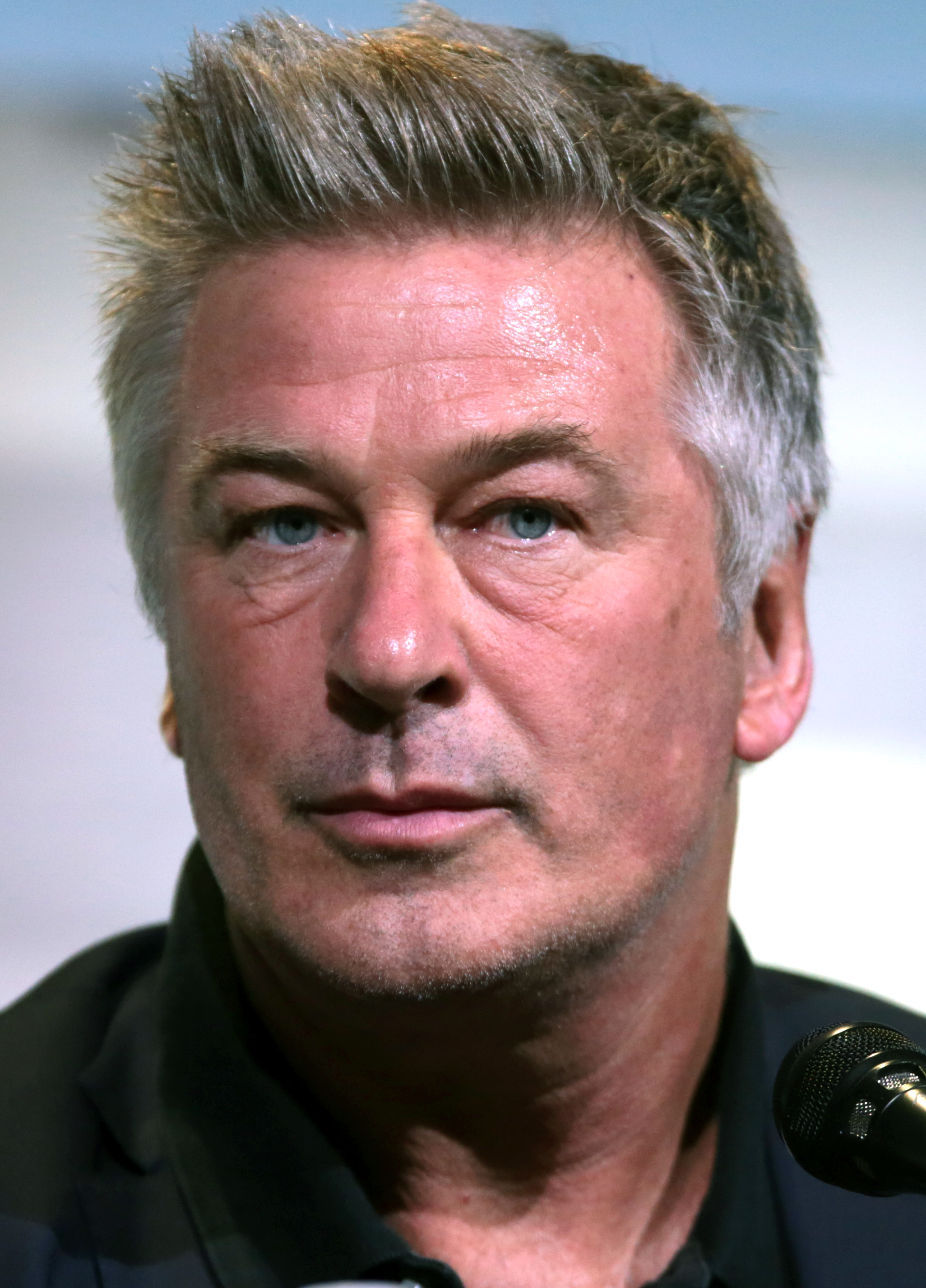
Alec Baldwin (2016)

Alexander Rae „Alec“ Baldwin III (* 3. April 1958 in Massapequa auf Long Island, New York) ist ein US-amerikanischer Schauspieler, Synchronsprecher und  Filmproduzent.

## Privatleben

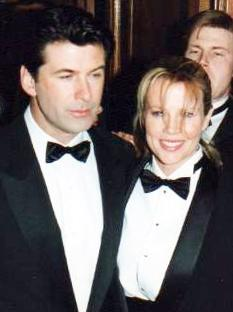
Alec Baldwin und Kim Basinger (1994)

Alec Baldwin hat irische und französische Wurzeln. Er wurde 1958 als eines von sechs Kindern auf Long Island geboren. Seine Eltern waren Alexander Rae Baldwin, Jr. (1927–1983), ein Lehrer und Footballcoach, und Carolyn Newcomb Martineau (1929–2022), die in der Marktforschung tätig war und sich gegen Brustkrebs engagierte, den sie selbst besiegen konnte. Seine drei jüngeren Brüder sind die ebenfalls bekannten Schauspieler William, Stephen und Daniel Baldwin.
Baldwin studierte Politikwissenschaft an der George Washington University. Später wechselte er zur Schauspielerei an die New York University und das Lee Strasberg Theatre Institute in New York. Im August 1993 heiratete er die Schauspielerin Kim Basinger, mit der er für die Filme Die blonde Versuchung und Getaway gemeinsam vor der Kamera stand. Die gemeinsame Tochter Ireland (* 1995) arbeitet heute als Model. 2002 ließ sich das Paar scheiden.
Er lieh in der Simpsons-Folge Es lebe die Seekuh!, die mit dem Environmental Media Award ausgezeichnet wurde, einem Umweltaktivisten als Synchronsprecher seine Stimme und später auch der Tierrechtsorganisation Save the Manatee-Club für öffentliche Ankündigungen. Baldwin ist politisch engagiert und schreibt seit 2005 Beiträge für The Huffington Post. Er ist Unterstützer der Tierrechtsorganisation PETA, für die er im Jahr 2002 die Dokumentation Meet your Meat drehte. Baldwin setzte sich wiederholt für eine stärkere Beschränkung des Waffenrechts in den USA und gegen die Waffenlobby National Rifle Association ein. Im Jahr 2011 unterstützte er den Wahlkampf des damaligen US-Präsidenten Barack Obama vor dessen Wiederwahl finanziell. Als Bestandteil der Baldwin-Familie steht er hinter der The-Baldwin-Fund, die sich für Forschung zu Krebs, insbesondere zu Brustkrebs, einsetzt.
Baldwin war lange Zeit Opfer einer Stalkerin, die behauptete, mit ihm eine Beziehung geführt zu haben. Er gewann 2012 einen Gerichtsprozess gegen sie.
Baldwin war in Zwischenfälle verwickelt und kam einige Male vor Gericht. 2014 wurde er wegen Störung des öffentlichen Friedens vorläufig festgenommen. Im November 2018 wurde er vorläufig festgenommen, nachdem ihm vorgeworfen worden war, einem Mann bei einem Streit um einen Parkplatz ins Gesicht geschlagen zu haben.
Baldwin heiratete im Juni 2012 drei Monate nach der Verlobung die Yogalehrerin Hilaria Thomas (* 1984). Im August 2013 kam ihr erstes gemeinsames Kind zur Welt, eine Tochter. Im Juni 2015, September 2016, Mai 2018 und September 2020 kamen Söhne zur Welt. Im Februar 2021 wurde das Ehepaar durch eine Leihmutter zum sechsten Mal Eltern. Im September 2022 kam ein siebtes Kind zur Welt.

## Schauspielkarriere

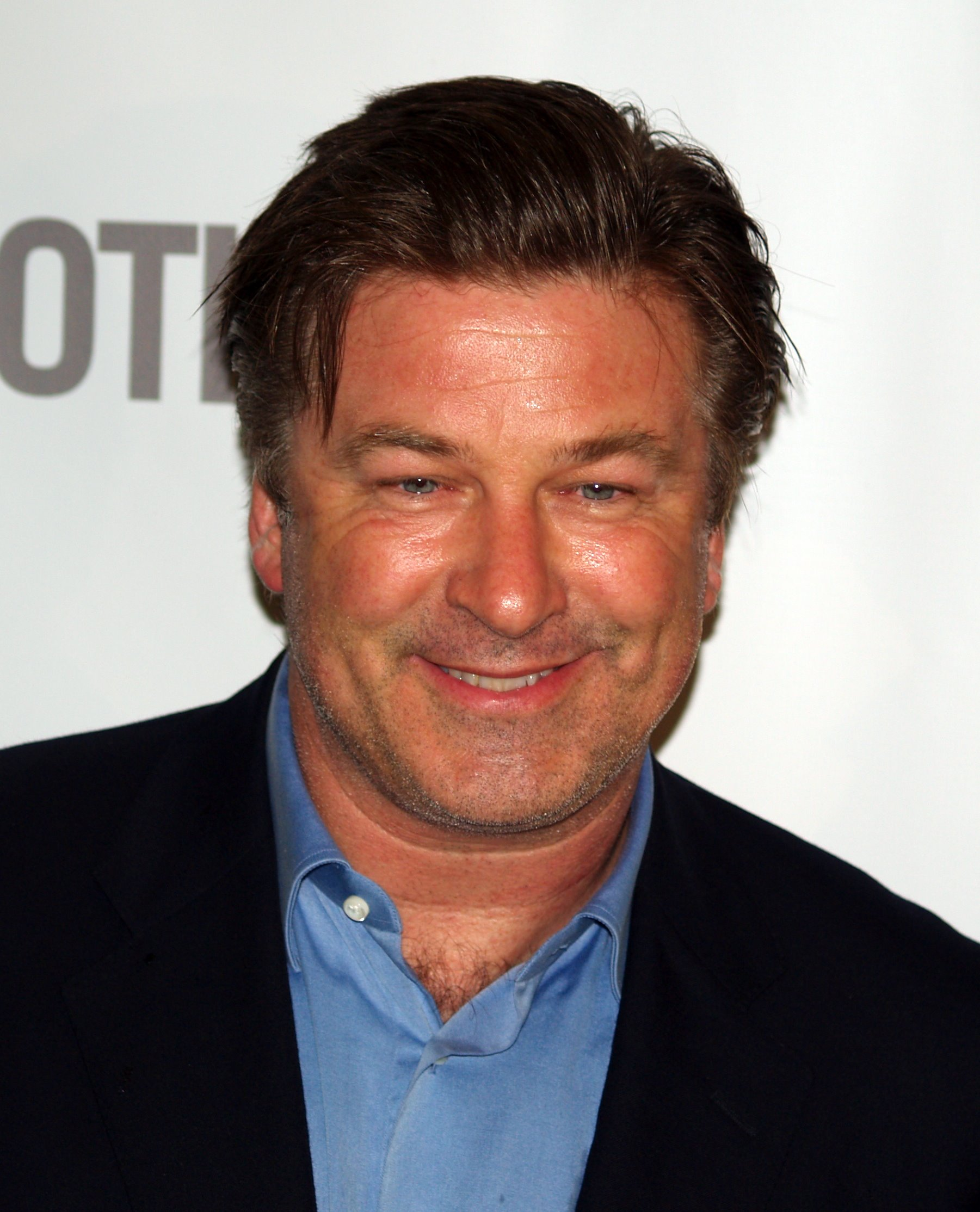
Alec Baldwin (2008)

Baldwin gelangte erstmals durch die Fernsehserie The Doctors zu Bekanntheit. Des Weiteren stand er für das Stück Ein Sommernachtstraum von William Shakespeare auf der Bühne. Im Jahr 1987 startete er mit einer Nebenrolle in dem Film Für immer Lulu sein Leinwanddebüt und war zwei Jahre später in zahlreichen Filmen zu sehen. In dem Spielfilm Jagd auf Roter Oktober gelang Baldwin dann als Hauptdarsteller für die Rolle des Jack Ryan der Durchbruch. Die Fortsetzung der Rolle in dem Film Die Stunde der Patrioten schlug er allerdings aus, um sich der Karriere am Broadway zu widmen. Für ihn übernahm Harrison Ford den Part.
Für seine Rolle in dem Broadway-Revival Endstation Sehnsucht wurde er für den Tony Award nominiert.
Von 2006 bis 2013 spielte er in der NBC-Sitcom 30 Rock an der Seite von Tina Fey eine der Hauptrollen als Manager Jack Donaghy. Im November 2009 bekundete Baldwin die Absicht, 2012 aus dem Filmgeschäft auszusteigen. Auf dem am 28. Juni 2010 veröffentlichten Album A Postcard from California des Beach-Boys-Musikers Alan Jardine liest er das Gedicht Tidepool Interlude. Im Februar 2011 wurde er auf dem Hollywood Walk of Fame mit einem Stern der Kategorie Fernsehen geehrt.
Baldwin wird im deutschsprachigen Raum seit 1996 fast ausschließlich von Klaus-Dieter Klebsch synchronisiert.
Seit 2016 parodiert Alec Baldwin Donald Trump in der Sendung Saturday Night Live. Die dominikanische Zeitung El Nacional stellte im Februar 2017 in einem seriösen Artikel über den US-Präsidenten ein Foto Baldwins in seiner Rolle als Trump bei. Im selben Jahr gewann er für seine Trump-Parodie den Emmy als bester Nebendarsteller in einer Comedy-Serie.

### Schusswaffen-Unfall beim Filmdreh von Rust
Am 21. Oktober 2021 kam es bei den Dreharbeiten zu dem Western Rust auf der Bonanza Creek Ranch bei Santa Fe zu einem tödlichen Unfall. Baldwin, einer von mehreren Produzenten und Hauptdarsteller des Films, erschoss die Kamerafrau Halyna Hutchins mit einer echten, antiken Schusswaffe, die versehentlich mit scharfer Munition geladen war. Baldwin behauptete später in einem Interview, den Abzug nicht betätigt zu haben. Das Gutachten eines Schusswaffenexperten kam im Jahr 2023 zu dem Ergebnis, dass der Abzug der Waffe betätigt worden sei. Auch der Regisseur Joel Souza wurde bei dem Vorfall von dem Schuss getroffen und verletzt. Der Regieassistent Dave Halls hatte Baldwin die Waffe mit den Worten „cold gun“ („nicht scharf geladene Waffe“) übergeben. Zuvor hatte schon ein Double von Alec Baldwin scharfe Schüsse mit einer Waffe abgefeuert, die eigentlich ungeladen hätte sein sollen.
Chef-Beleuchter Serge Svetnoy reichte im November 2021 eine Klage gegen Baldwin ein; die FAZ zitiert, der Tod Hutchins sei „durch fahrlässige Handlungen und Unterlassungen“ Baldwins und anderer verursacht worden. […] Dieser, Regieassistent David Halls und Waffenmeisterin Hannah Gutierrez-Reed hätten sich nicht an die in der Filmbranche üblichen Regeln gehalten und „ließen zu, dass ein mit scharfer Munition geladener Revolver auf lebende Personen gerichtet wurde“. Nachfolgend reichte die Skript-Aufseherin Mamie Mitchell ebenfalls Klage ein; Der Spiegel schrieb, „laut der Klage seien am Set viele Sicherheitsvorkehrungen missachtet worden. Unter keinen Umständen hätte scharfe Munition am Drehort sein dürfen.“ Zudem habe in der entsprechenden Szene gar kein Schuss im Drehbuch gestanden.
Im Januar 2023 kündigte die Staatsanwaltschaft in New Mexico an, Baldwin wegen fahrlässiger Tötung anzuklagen. Die Anklage wurde im April 2023 jedoch zunächst wieder fallen gelassen. Im Januar 2024 erhob die Staatsanwaltschaft erneut Anklage gegen Baldwin, nachdem aufgrund neuer Gutachten die Eröffnung eines Strafverfahrens seit Oktober 2023 nochmals geprüft worden war. Am 12. Juli 2024 wurde der Prozess wegen eines gravierenden Verfahrensfehlers der Staatsanwaltschaft eingestellt, die der Verteidigung Beweismittel vorenthalten hatte, indem sie diese unter einer anderen Fallnummer verwahrt hatte. Aus der Art der Einstellung („dismiss with prejudice“) ergibt sich, dass der Fall nicht wieder aufgenommen werden kann und somit endgültig abgeschlossen ist. Die Staatsanwaltschaft zog die Berufung im Dezember 2024 zurück.

## Filmografie (Auswahl)

### Als Schauspieler
- 1980–1982: The Doctors (Fernsehserie)
- 1983: Die Texas-Klinik (Cutter to Houston, Fernsehserie, 9 Folgen)
- 1984: Eine Frau kann nicht vergessen (Sweet Revenge, Fernsehfilm)
- 1984–1985: Unter der Sonne Kaliforniens (Knots Landing, Fernsehserie, 40 Folgen)
- 1986: Für immer Lulu
- 1987: Alamo – 13 Tage bis zum Sieg (Alamo: 13 Days to Glory)
- 1988: Beetlejuice
- 1988: Die Waffen der Frauen (Working Girl)
- 1988: Die Mafiosi-Braut (Married to the Mob)
- 1988: Talk Radio
- 1988: She’s Having a Baby
- 1989: Great Balls of Fire – Jerry Lee Lewis – Ein Leben für den Rock’n’Roll (Great Balls of Fire!)
- 1990: Jagd auf Roter Oktober (The Hunt for Red October)
- 1990: Miami Blues
- 1990: Alice
- 1991: Die blonde Versuchung (The Marrying Man)
- 1992: Glengarry Glen Ross
- 1992: Zauberhafte Zeiten (Prelude to a Kiss)
- 1993: Malice – Eine Intrige (Malice)
- 1994: Shadow und der Fluch des Khan (The Shadow)
- 1994: Getaway (The Getaway)
- 1995: Endstation Sehnsucht (A Streetcar Named Desire, Fernsehfilm)
- 1995: 25 Cents (Two Bits)
- 1996: Nicht schuldig (The Juror)
- 1996: Mississippi Delta – Im Sumpf der Rache (Heaven’s Prisoners)
- 1996: Das Attentat (Ghosts of Mississippi)
- 1996: Al Pacino’s Looking for Richard (Looking for Richard)
- 1997: Auf Messers Schneide – Rivalen am Abgrund (The Edge)
- 1998: Das Mercury Puzzle (Mercury Rising)
- 1998: The Last Bandit (Thick as Thieves)
- 1999: The Confession – Das Geständnis (The Confession)
- 1999: Notting Hill
- 1999: Outer Limits – Die unbekannte Dimension (The Outer Limits, Fernsehserie, Folge 5x18)
- 1999: Outside Providence
- 2000: Nürnberg – Im Namen der Menschlichkeit (Nuremberg)
- 2000: State and Main
- 2000: Thomas, die fantastische Lokomotive (Thomas and the Magic Railroad)
- 2001: Pluto Nash – Im Kampf gegen die Mondmafia (The Adventures of Pluto Nash)
- 2001: Pearl Harbor
- 2001: Die Royal Tenenbaums (The Royal Tenenbaums)
- 2001: Friends (Fernsehserie, Folgen 8x17–8x18)
- 2002: Path to War (Fernsehfilm)
- 2003: The Cooler – Alles auf Liebe (The Cooler)
- 2003: Ein Kater macht Theater (The Cat in the Hat)
- 2003: Du stirbst nur zweimal (Second Nature)
- 2003: Shortcut to Happiness – Der Teufel steckt im Detail (The Devil and Daniel Webster, auch Regie)
- 2004: Las Vegas (Fernsehserie, Folgen 1x12, 2x09)
- 2004: … und dann kam Polly (Along Came Polly)
- 2004: Nip/Tuck – Schönheit hat ihren Preis (Nip/Tuck, Fernsehserie, Folge 2x16)
- 2004: Aviator (The Aviator)
- 2004: The Last Shot – Die letzte Klappe (The Last Shot)
- 2005: Elizabethtown
- 2005: Dick und Jane (Fun with Dick and Jane)
- 2005: Will & Grace (Fernsehserie, 6 Folgen)
- 2006: Mein erster Mord (Mini’s First Time)
- 2006: Krass (Running With Scissors)
- 2006: Departed – Unter Feinden (The Departed)
- 2006: Der gute Hirte (The Good Shepherd)
- 2006–2012: 30 Rock (Fernsehserie, 138 Folgen)
- 2007: Upper East Side Love (Suburban Girl)
- 2007: Brooklyn Rules
- seit 2007: Saturday Night Live (Fernsehshow)
- 2008: Männer sind Schweine (My Best Friend’s Girl)
- 2008: Lymelife
- 2009: Beim Leben meiner Schwester (My Sister’s Keeper)
- 2009: Wenn Liebe so einfach wäre (It’s Complicated)
- 2010: Teenage Paparazzo (Dokumentation)
- 2011: Runaway Girl (Hick)
- 2012: To Rome with Love
- 2012: Rock of Ages
- 2013: AmeriQua
- 2013: Blue Jasmine
- 2013: Verführt und Verlassen (Seduced and Abandoned, Dokumentation)
- 2013: Elaine Stritch: Shoot Me (Dokumentation)
- 2014: Law & Order: Special Victims Unit (Fernsehserie, Folge 15x18)
- 2014: Still Alice – Mein Leben ohne Gestern (Still Alice)
- 2014: Torrente 5: Operación Eurovegas (Torrente V: Misión Eurovegas)
- 2014: A Dangerous Game (Dokumentation)
- 2015: Mission: Impossible – Rogue Nation
- 2015: Erschütternde Wahrheit (Concussion)
- 2015: Aloha – Die Chance auf Glück (Aloha)
- 2016: Paris kann warten (Bonjour Anne)
- 2016: Das Schwarze Labyrinth (Andron)
- 2016: Regeln spielen keine Rolle (Rules Don’t Apply)
- 2017: Drunk Parents
- 2017: Ein ganz gewöhnlicher Held (The Public)
- 2017: Love is Blind – Auf den zweiten Blick (Blind)
- 2018: Mission: Impossible – Fallout
- 2018: The Looming Tower (Miniserie, 6 Folgen)
- 2018: A Star Is Born
- 2018: BlacKkKlansman
- 2019: Before You Know It
- 2019: Motherless Brooklyn
- 2020: Chick Fight
- 2020: Pixie – Mit ihr ist nicht zu spaßen (Pixie)
- 2021: Dr. Death (Miniserie, 8 Folgen)
- 2023: Supercell – Sturmjäger (Supercell)
- 2023: 97 Minutes
- 2024: Crescent City
- 2024: Rust

### Als Synchronsprecher
- 1998–2002: Thomas, die kleine Lokomotive (Thomas the Tank Engine & Friends, 52 Folgen) … als US Narrator
- 1998, 2005: Die Simpsons (The Simpsons, Fernsehserie, Folgen 10x05, 17x01) … als Alec Baldwin, Dr. Caleb Thorn
- 2000: Clerks (Miniserie) … als Leonardo Leonardo
- 2001: Final Fantasy: Die Mächte in dir (Final Fantasy, the Spirits Within) … als Captain Gray Edwards
- 2001: Cats & Dogs – Wie Hund und Katz (Cats & Dogs) … als Butch
- 2004: Der SpongeBob Schwammkopf Film (The SpongeBob SquarePants Movie) … als Dennis
- 2004: Cosmo und Wanda – Wenn Elfen helfen (The Fairly OddParents, Folge 4x08) … als Future Timmy
- 2008: Madagascar 2 (Madagascar: Escape 2 Africa) … als Makunga
- 2012: Die Hüter des Lichts (Rise of the Guardian) … als North/Santa Claus
- 2015: Yo Gabba Gabba! (Folge 6x02) … als Munos Vater
- 2017: The Boss Baby … als Boss Baby
- 2019: Arctic Justice: Thunder Squad (Arctic Dogs) … als PB
- 2020: Flint – Who can you trust? (Erzählstimme der Dokumentation)[45]
- 2021: Boss Baby – Schluss mit Kindergarten (The Boss Baby: Family Business)

### Als Produzent
- 2019: Im Netz der Gewalt (Crown Vic)
- 2024: Rust

## Hörbücher
- 2017: Nevertheless: A Memoir (Autorenlesung), HarperCollins Publishers and Blackstone Audio, ISBN 978-1-5384-3279-2

## Auszeichnungen
- Soap Opera Digest Award 1985: Bester TV-Nebendarsteller – Prime-Time-Serie für Unter der Sonne Kaliforniens
- Golden Globe Awards 1996: nominiert als bester TV-Nebendarsteller für A Streetcar named Desire
- Golden Globe Awards 2000: nominiert als bester Hauptdarsteller – Miniserie oder TV-Film für Nuremberg
- Golden Globe Awards 2002: nominiert als bester TV-Nebendarsteller für Path to War
- Golden Globe Awards 2003: nominiert als bester Nebendarsteller für The Cooler
- Oscar 2004: nominiert als bester Nebendarsteller für The Cooler
- Goldene Himbeere 2004: nominiert als schlechtester Nebendarsteller für Ein Kater macht Theater
- Golden Globe Awards 2007: Bester Serien-Hauptdarsteller – Komödie oder Musical für 30 Rock
- Emmy 2008: Bester Hauptdarsteller für die Serie 30 Rock
- Golden Globe Awards 2009: Bester Serien-Hauptdarsteller – Komödie oder Musical für 30 Rock
- Emmy 2009: Bester Hauptdarsteller für die Serie 30 Rock
- Golden Globe Awards 2010: Bester Serien-Hauptdarsteller – Komödie oder Musical für 30 Rock
- Screen Actors Guild Awards 2010: Bester Darsteller in einer Fernsehserie – Komödie für 30 Rock
- Golden Globe Awards 2011: nominiert als Bester Serien-Hauptdarsteller – Komödie oder Musical für 30 Rock
- Emmy 2017: Bester Nebendarsteller in einer Comedyserie für Saturday Night Live